# Chapelle Notre-Dame-de-Grâce de Hour
Pour les articles homonymes, voir Notre-Dame-de-Grâce (homonymie).
La chapelle Notre-Dame-de-Grâce orthographiée aussi chapelle Notre-Dame de Grâces est un édifice religieux catholique classé situé dans la section de Hour faisant partie de la commune de Houyet en province de Namur (Belgique).

## Situation
La chapelle se situe sur une hauteur (altitude de 210 m), au sud du village famennien de Hour, à l'intérieur du cimetière implanté au milieu des prairies le long de la rue Notre-Dame de Grâces. Ce cimetière rectangulaire d'une superficie de 1 700 m2 est entouré d'un mur en pierre calcaire.

## Historique et description
À cet emplacement, se trouvait l'église primitive de Hour, un édifice médiéval à trois nefs. Il aurait été détruit ou du moins fortement endommagé vers 1553 par les troupes du roi de France Henri II alliées aux protestants allemands contre les troupes de Charles Quint. 
De cette église primitive, il ne subsiste aujourd'hui que la base bâtie en moellons de pierre calcaire et de grès sur une hauteur d'un peu plus d'un mètre du chœur et du chevet à trois pans coupés. Ce chœur et ce chevet sont exhaussés durant le deuxième tiers du XVIIIe siècle par une construction en brique comprenant deux baies ornées de vitraux et à linteaux bombés en pierre calcaire.
Les restes des nefs de l'église médiévale sont définitivement détruites en 1857, laissant seulement sur ce site le chœur et le chevet qui prennent de facto la fonction de chapelle de cimetière. 
Depuis lors, cette chapelle mesure une longueur approximative de 8 mètres. La façade ouest est protégée par un bardage d'ardoises pour la partie supérieure. L'édifice est recouvert d'une toiture en ardoises à cinq pans avec, au sommet de la façade, un clocheton surmonté par une petite flèche octogonale terminée par une croix en fer forgé et un coq en girouette .

## Classement
La totalité de la chapelle Notre-Dame de Grâce et l'ensemble formé par la chapelle et ses abords sont repris depuis le 4 août 1983 sur la liste du patrimoine immobilier classé de Houyet